# Julio Hernández Cordón
Julio Hernández Cordón (Raleigh (Carolina del Nord), 17 de gener de 1975) és director, productor i guionista. Cineasta actiu des del 2003, Hernández Cordón ha participat en sis pel·lícules, inclosos curts i documentals. Hernández Cordón va obtenir l’aclamació de la crítica per la direcció de Gasolina (2008), Polvo (2012) i Te prometo anarquía (2015).
Hernández Cordón ha treballat amb actors no professionals en les seves pel·lícules narratives d’estil documental, per les quals ha estat guardonat en diversos festivals internacionals de cinema, com Locarno, Morelia, Toronto i Sant Sebastià. El 2016 va rebre una nominació al Millor director en la LVIII edició dels Premis Ariel de Mèxic pel seu treball a la pel·lícula Te prometo anarquía.

## Primers anys i antecedents
Hernández Cordón va néixer a Raleigh (Carolina del Nord), Estats Units, de pare mexicà i mare guatemalenca, mentre el seu pare hi estudiava un doctorat en comerç internacional. Hernández Cordón va ser posteriorment registrat a les ambaixades mexicana i guatemalenca a Washington i criat entre Mèxic, Guatemala i Costa Rica. Té passaport estatunidenc, mexicà i guatemalenc. Durant la seva joventut, va treballar en una botiga de discos i després com a reporter del diari El Periodico a Guatemala, on va cobrir notícies i seccions culturals. Durant el temps que va treballar al diari, Hernández Cordón també va publicar el llibre de contes Por el suelo (2000), del qual després es va penedir. Es va incorporar a la Universitat Rafael Landívar per estudiar Ciències de la Comunicació i Periodisme i, després, va estudiar cinema al Centro de Capacitación Cinematográfica a Mèxic.

## Carrera
El 2003 Hernández Cordón va dirigir el curtmetratge Km 31 i cinc anys més tard Gasolina (2008), el seu primer llargmetratge. La pel·lícula, sobre tres adolescents que roben gasolina per sortir de nit i conduir amb el cotxe de la seva mare, va guanyar els premis Indústria, Casa d'Amèrica i CICAE al Festival Internacional de Cinema de Sant Sebastià. Mentre revisava la pel·lícula, Variety va afirmar que el director "mostra de manera destacada els seus recursos lamentablement escassos sota l'aparença del minimalisme". La seva segona pel·lícula, va ser el documental Las marimbas del infierno (2010), sobre Don Alfonso, un marimbero extorquit per la mara, i Blacko, un metge que toca música rock, amb l'objectiu comú de fusionar el so tradicional de la marimba amb la música heavy metal. Sobre el rodatge de la pel·lícula a Guatemala, el director va dir: "És un país petit sense llei ni institut de cinema i, per tant, sense suport estatal i pràcticament es produeixen pel·lícules amb iniciatives individuals. Els directors fan les seves pel·lícules i les produeixen amb el suport d'amics, amb càmeres professionals, però no amb càmeres de cinema, i el context del país ens fa fer pel·lícules d'estil "guerriller", amb un pressupost baix i resolent certes mancances de manera creativa, però aquestes deficiències proporcionen un cert estil a les pel·lícules que estem fent. És un cinema pobre, és minimalista, potser". La pel·lícula va guanyar el premi Guerrero al millor llargmetratge mexicà al Festival Internacional de Cinema de Morelia i el Gran Premi als Rencontres Cinémas d’Amérique Latine de Toulouse.
Polvo (2012), sobre un parell de documentalistes amb la tasca d'explicar la història de dones que segueixen buscant els seus marits o pares desapareguts durant la llarga guerra civil que va devastar Guatemala entre 1960 i 1996, va ser nominada al Pardo d'Oro del Festival Internacional de Cinema de Locarno. El mateix any es va estrenar Hasta el sol tiene manchas. Segons Hernández Cordón, la pel·lícula era "lúdica i experimental, i compleix els criteris de les pel·lícules de baix pressupost", perquè tenir un pressupost limitat dona al cineasta "llibertat creativa". Mostra dos personatges: un noi amb un retard mental que promou el vot per a un candidat a la presidència, prometent-los que si voten per ell, el país es classificaria per la seva primera Copa del Món, i un grafiter que mostra el seu descontentament, i la pel·lícula tenia intencionadament "actuacions super merdes i planes", ja que era una crítica a les frustracions sociopolítiques de Guatemala.
Te prometo anarquía es va estrenar el 2015 al 68è Festival Internacional de Cinema de Locarno, on va ser l’única pel·lícula llatina que competia pel Pardo d'Oro i també es va projectar a la Secció de Cinema del Món Contemporani del Festival Internacional de Cinema de Toronto de 2015. Després de la seva exhibició al 13è Festival Internacional de Cinema de Morelia, la pel·lícula va guanyar el premi Guerrero al millor llargmetratge mexicà i una menció especial del jurat. Te prometo anarquía, protagonitzat per Diego Calva Hernández i Eduardo Eliseo Martinez com a dos amics i amants de sempre, i després d’un negoci fallit són separats per la mare d'un d'ells, i per aquest treball, Hernández Cordón va obtenir una nominació al millor director en la LVIII edició dels Premis Ariel a Mèxic.
Hernández Cordón ha defensat un cinema molt personal, normalment amb actors no professionals, sovint veïns de la seva comunitat local. Sobre el seu enfocament de la pel·lícula, el director va afirmar:
| «                         | "La meva intenció era jugar una mica amb el gènere del cinema negre, agafar-lo, fent servir elements més propers a la meva filmografia, barrejant elements documentals i ficticis, l'ús d'actors no professionals i una atmosfera molt naturalista. Normalment rodo sense guió, però amb aquesta pel·lícula pretenia estar més lligat al text. No ho vaig fer totalment. Em va guanyar la vitalitat dels actors. Aleshores van sorgir moltes escenes i diàlegs. Necessitava gent que pogués patinar, m'interessava documentar ja que un grup de persones mogudes pel ciment van provocar un so particular, un soroll semblant si s'esmaltava el terra. Gent que s'apropia de la ciutat sense permís i canvia lentament. Per mi és una pel·lícula sobre vampirs diürns sense poders. D'altra banda, és una història inspirada en el meu germà, en la innocència que tens quan ets jove i que pretens ser criminal sense motius per ser-ho. Finalment, en aquesta història volia abraçar la gent que desapareixia sense raó". | » |
| — Julio Hernández Cordón. | |   |

## Filmografia

### Llargmetratge
- Gasolina (2008)
- Polvo (2012)
- Te prometo anarquía (2015)
- Atrás hay relámpagos (2017)
- Cómprame un revolver (2018)

### Documentals
- Marimbas del infierno (2010)
- Hasta el sol tiene manchas (2012)

### Curtmetratges
- Km 31 (2003)